# Франческа Чіверк'я
Франческа Чіверк'я (італ. Francesca Civerchia;) — сан-маринський соціолог, політична та державна діячка. Член правління Сан-Маринської християнсько-демократичної партії (PDCS). Капітан-регент Сан-Марино спільно з Далібором Ріккарді з 1 жовтня 2024. Член Генеральної ради Сан-Марино з 2019 року.

## Біографія
Народилася 18 вересня 1977 року.
Здобула ступінь бакалавра в галузі соціології здоров'я і ступінь магістра комунікацій.
Є відповідальною за службу допомоги людям з інвалідністю Інституту соціальної безпеки (ISS) Сан-Марино.
Член Сан-Маринської християнсько-демократичної партії (PDCS) з 2013 року, з 2019 року — член правління PDCS .
За результатами парламентських виборів 8 грудня 2019 року обрана до Генеральної ради Сан-Марино. Переобрана на парламентських виборах 9 червня 2024 року. 18 липня обрана заступником голови групи радників PDCS.
4 вересня 2024 року PDCS висунув Франческу Чіверк'я кандидатом у капітани-регенти Сан-Марино на термін з 1 жовтня до 1 квітня 2025 року. 11 вересня правління Libera висунуло Далібора Ріккарді кандидатом у капітани-регенти Сан-Марино. 16 вересня Генеральна рада Сан-Марино обрала їх капітанами-регентами Сан-Марино. 1 жовтня Ріккарді і Чіверк'я урочисто вступили на посаду.

## Особисте життя
Є матір'ю двох дітей — Франческо (Francesco) і Федеріко (Federico).